# Nierenzyste

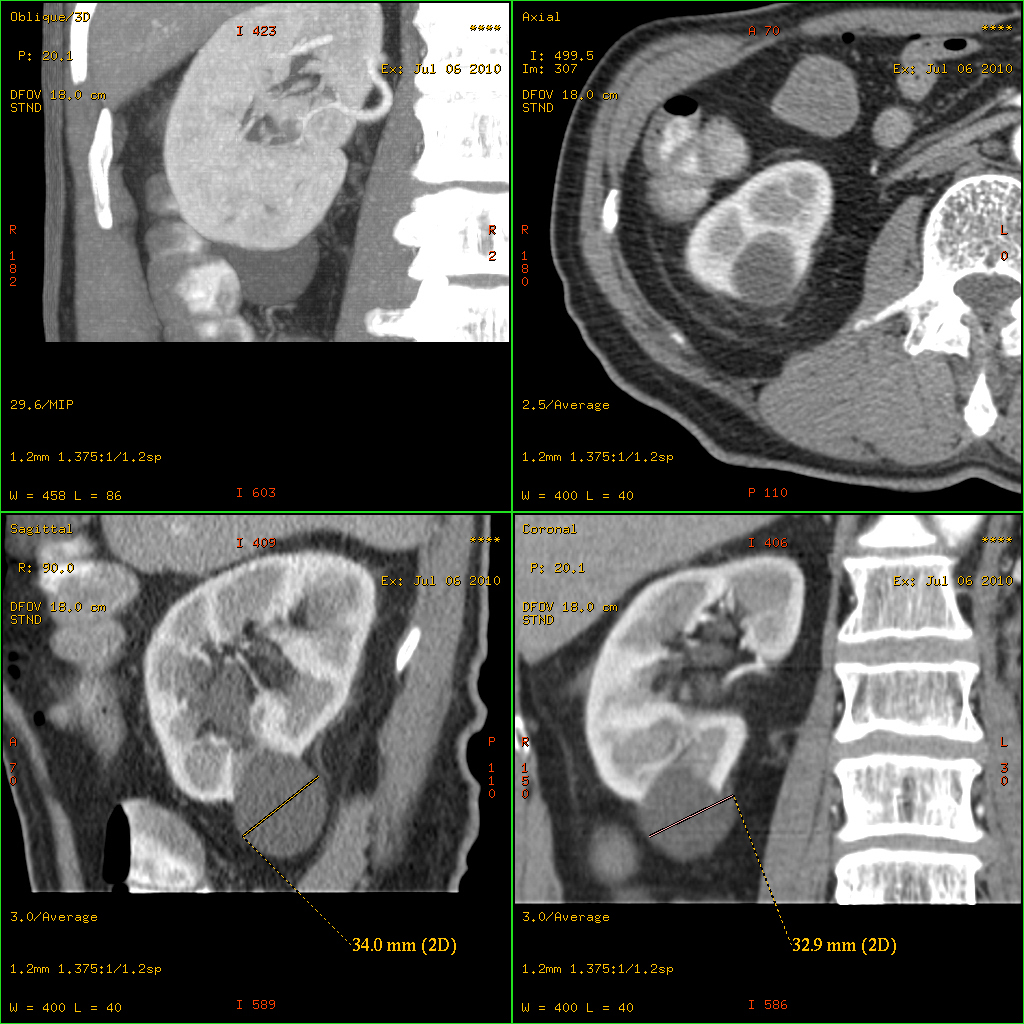
30 mm große Nierenzyste in der computertomographischen Darstellung

Unter Nierenzysten versteht man einzelne, flüssigkeitsgefüllte und von einer Kapsel umgebene Hohlräume im Parenchym der Niere.
In der Mehrzahl der Fälle handelt es sich um Entwicklungsanomalien, die sporadisch oder durch Vererbung auftreten können.
Solitäre (einzelne) Nierenzysten liegen in der Nierenrinde, wobei kleinere Zysten meist zeitlebens unbemerkt bleiben oder im Rahmen einer Untersuchung (Sonographie) zufällig entdeckt werden können.
Einzelne Nierenzysten können bei jedem Menschen auftreten und sind in der Regel harmlos. Sie verursachen normalerweise keine Beschwerden und müssen auch nicht behandelt werden.
Große Nierenzysten können symptomatisch werden, zum Beispiel mit Druckschmerzen, durch Verdrängung der Niere.

## Vorkommen
Im Alter unter 50 Jahren sind Nierenzysten selten, ihre Häufigkeit nimmt mit zunehmendem Lebensalter zu. Im Alter unter 29 Jahren sind Nierenzysten bei Gesunden normalerweise nicht nachweisbar, im Alter zwischen 30 und 49 Jahren liegt die Häufigkeit mindestens einer Nierenzyste bei 1,7 %, im Alter zwischen 50 und 70 Jahren 11,5 % und über dem 70. Lebensjahr bei 22,1 %. Die Häufigkeit von Zysten an beiden Nieren beträgt zwischen dem 30. und 49. Lebensjahr 1 %, zwischen dem 50. und 70. Lebensjahr 4 % und über dem 70. Lebensjahr 9 %.
Nierenzysten können im Rahmen folgender Erkrankungen auftreten:
- Zystenniere
- Medullär-zystische Nierenerkrankung Typ 1 (MCKD1) und Medullär-zystische Nierenerkrankung Typ 2 (MCKD2)
- Nephronophthise mit kleinen Zysten des Nierenmarks
- Meckel-Syndrom
- Von-Hippel-Lindau-Syndrom
- Birt-Hogg-Dupé-Syndrom
- Tuberöse Sklerose
- Erworbene zystische Nierenerkrankungen: bei <1 % der Kinder, meist solitär und einseitig mit einem Durchmesser von ungefähr 1 cm, meist asymptomatisch, können auch nach längerer Dialysebehandlung auftreten.

## Klassifikation von Nierenzysten nach Bosniak
Die Einteilung von Zysten erfolgt nach der Klassifikation von Bosniak
in einfache und komplizierte Zysten:
- Einfache Zysten (keine Verlaufskontrolle erforderlich)
  - Typ I: Gutartige (benigne) Nierenzyste: Flüssigkeitsgefüllt, unsichtbare oder hauchdünne Zystenwand, im Ultraschall Schallverstärkung hinter der Zyste, keine Querwände (Septen), keine Kalkablagerung (Kalzifizierung) in der Zystenwand, keine festen Anteile, in der Computertomographie und der Magnetresonanztomographie keine Kontrastmittelanreicherung.
  - Typ II: Benigne, minimal komplizierte Zyste: Wenige, dünne Septen, feine Kalzifizierungen in den Septen oder in der Zystenwand. Dichte (hyperdense) Läsionen: eingedickter, aber immer noch homogener Inhalt, scharf begrenzte Wand, ohne Kontrastmittelaufnahme und ohne Gewebsanteile (Zysten mit eingedicktem Inhalt entsprechend; Blut-Abbauprodukte oder Proteine enthaltend).

- Komplizierte Zysten, Verlaufskontrollen erforderlich
  - Typ IIF: Minimale Verdickung von Zystenwand oder Septen, dicke oder körnige Verkalkungen, noch keine Anteile mit Kontrastmittelaufnahme. Es werden Verlaufskontrollen (Follow up) erforderlich, um eine Änderung der Zysteneigenschaften oder ein Wachstum auszuschließen.

- Chirurgische Intervention empfohlen
  - Typ III: Verdickung der Zystenwand oder der Septen, unregelmäßig oder körnig, gegebenenfalls mit Kontrastmittelaufnahme im CT. Bei diesem Erscheinungsbild kann eine Bösartigkeit (Malignität) nicht ausgeschlossen werden. Es kann sich aber auch um infizierte oder eingeblutete Zysten handeln.
  - Typ IV: Eindeutig zystisches Malignom (Nierenkrebs) mit irregulären, soliden, kontrastmittelaufnehmenden Gewebsanteilen als Malignitäts-Kriterium.